# Communauté de communes de la Petite Woëvre
La communauté de communes de la Petite Woëvre est une ancienne structure intercommunale française, qui était située dans le département de la Meuse et la région Lorraine, inspirée par la région naturelle de la Woëvre.

## Historique
Elle a été créée par un arrêté du 27 décembre 2001, prenant effet le 1er janvier 2002.
Le 1er janvier 2013, elle fusionne avec la « Communauté de communes du pays de Vigneulles les Hattonchâtel » pour former la nouvelle « Communauté de communes Côtes de Meuse - Woëvre ».

## Composition
Cette communauté de communes est composée de 14 communes suivantes :
| Nom                         | Code Insee | Gentilé        | Superficie (km2) | Population (dernière pop. légale) | Densité (hab./km2) |
| --------------------------- | ---------- | -------------- | ---------------- | --------------------------------- | ------------------ |
| Apremont-la-Forêt (siège)   | 55012      | Asperomontais  | 32,89            | 395 (2014)                        | 12                 |
| Bouconville-sur-Madt        | 55062      | Bouconvillois  | 6,98             | 108 (2014)                        | 15                 |
| Broussey-Raulecourt         | 55085      |                | 21,02            | 269 (2014)                        | 13                 |
| Frémeréville-sous-les-Côtes | 55196      | Frémerévillois | 6,44             | 144 (2014)                        | 22                 |
| Geville                     | 55258      | Gévillois      | 33,10            | 621 (2014)                        | 19                 |
| Girauvoisin                 | 55212      |                | 5,06             | 71 (2014)                         | 14                 |
| Lahayville                  | 55270      |                | 3,96             | 26 (2014)                         | 6,6                |
| Loupmont                    | 55303      | Loupmontois    | 10,33            | 81 (2014)                         | 7,8                |
| Montsec                     | 55353      | Montséchois    | 5,95             | 82 (2014)                         | 14                 |
| Rambucourt                  | 55412      | Rambucourtois  | 14,86            | 198 (2014)                        | 13                 |
| Richecourt                  | 55431      | Richecourtois  | 6,23             | 61 (2014)                         | 9,8                |
| Saint-Julien-sous-les-Côtes | 55460      |                | 4,95             | 153 (2014)                        | 31                 |
| Varnéville                  | 55528      |                | 6,44             | 55 (2014)                         | 8,5                |
| Xivray-et-Marvoisin         | 55586      |                | 14,45            | 94 (2014)                         | 6,5                |

## Fonctionnement

### Présidence
La communauté est présidée par Lionel Plantegenet (maire d'Apremont-la-Forêt), et vice-présidée par Pierre Brasseur (maire de Geville), Gérard Dupoy (maire de Saint-Julien-sous-les-Côtes), et Claude Picard (maire de Broussey-Raulecourt).